# Брави, Маурицио
Маурицио Брави (итал. Maurizio Bravi; род. 20 июля 1962, Каприате-Сан-Джервазио, Италия) — итальянский прелат и ватиканский дипломат. Титулярный архиепископ Толентино с 15 января 2025. Апостольский нунций в Папуа — Новой Гвинее и на Соломоновых Островах с 15 января 2025.